# Slaget vid Beersheba (1917)
Slaget vid Beersheba (turkiska: Birüssebi Savaşı) ägde rum den 31 oktober 1917, som en del av den brittiska Sinai– och Palestinakampanjen under första världskriget. Avgörandet i slaget kom när den australiska fjärde lätta kavalleribrigaden anföll och erövrade de turkiska skyttegravarna, varigenom man säkrade brunnarna i Beersheba.
Slaget vid Beersheba var en viktig del av en större brittisk offensiv. Efter slaget följde det tredje slaget om Gaza.  Målet för britterna var att bryta igenom den turkiska försvarslinjen från Gaza vid Medelhavets strand till Be'er Sheva i Negevöknen i nuvarande Israel. Tidigare under 1917 hade brittiska styrkor gjort två misslyckade försök att överskrida linjen.

## De allierade
Två infanterikårer och två beridna kårer. Dessa var XX kåren, XXI kåren (infanteri) respektive Desert Mounted Corps (Beridna ökenkåren) och British Yeomanry Mounted Division (Brittiska Hemvärnets beridna division). XX kåren och Beridna ökenkåren var de som stod för anfallet. Beridna ökenkåren bestod av följande sammansättning: Anzacs beridna division som i sin tur bestod av: 1:a Lätta rytteriet, 2:a lätta rytteriet och Nya Zeelands beridna skyttebrigad. Australiensiska beridna divisionen bestod i sin tur av australiska 3:e lätta hästbrigaden och 4:e lätta hästbrigaden och den brittiska 5:e beridna Brigaden. Corps kavalleriet (division) bestående av 7:e beridna brigaden och Imperial kamel Corps. 

## Centralmakterna
Västfronten: 900 gevär främst från 81:e Infanteriregementet;
Sydvästra fronten: 1400 gevär främst från 67:e Infanteriregementet;
Södra fronten: 900 gevär främst från 48:e Infanteriregementet;
Den allmänna reserven som inkluderade 1200 gevär från 3:e kavalleridivision.
Inalles: 4400 Gevär, 60 maskingevär, och 28 kanoner fält fanns tillgängliga för försvaret av Beersheba.

## Slaget
General Allenby skickade omkring 40 000 män för att inta Beersheba som hölls av 4 400 vilket gav nästan 10:1 i fördel för anfallaren. Det skulle visa sig vara tillräckligt. Anfallet mot Beersheba av Chetwodes XX kår inleddes klockan 5:55 den 31 oktober, när artilleriet, mer än 100 kanoner och haubitsar i området, började bombardera den turkiska skyttegravarna. Tjugo tunga kanonerna var engagerade i moteldsbatterierna, arbetet mot fiendens artilleri, som drevs av österrikiska skyttar. 
Första brittiska infanteriet gick in 8:30, för att ta turkiska posteringar. De viktigaste attackerna som sköttes av fyra infanteribrigader, började vid 12:15. Dessa nådde sina anfallsmål, var därefter istånd att genomföra ett avgörande angrepp. De ansökte hos Allenby om att få fortsätta, men detta avslogs. Med detta var första möjligheten att inta staden förlorad. När turkarna insåg att den brittiska infanteriet hade stannat upp, började de omedelbart omgruppera och förstärka sina defensiva linje i en mindre omkrets. Innan förlusten, var av dessa södra skyttegravarna, tomma. Dessa fylldes istället med 300 veteraner, exakt i linje för den beräknade avgiften. 
Chauvel, brittisk befälhavare på plats, hade tänkt använda British Yeomanry för blankvapenanfall mot staden. Men han tvekade och började förbereda en stärkt position för att ta staden nästa dag. Allenby beordrade att staden skulle tas samma dag. Ungefär samtidigt började turkarna dra sig tillbaka, i ordning. Britterna insåg att detta var en utmärkt tidpunkt för fortsatt anfall, eftersom de kunde ta fångar och material. Dessutom kunde inte turkarna förgifta stadens brunnar. 
Anfallet kom att ske under William Grants befäl av Beridna ökenkåren. Dessa genomförde ett storartat frontalt blankvapenanfall, en av historiens sista lyckade kavallerichocker. Chocken fick turkarna, nu omringade på tre sidor, att fly i panik. Isolerade motståndsfickor i staden fortsatte slå tillbaka men vid skymningen, var staden under brittisk kontroll. Turkarna hade försökt bränna vissa byggnader och spränga järnvägen men majoriteten av brunnarna, 15 av 17, togs intakta.
Efteråt konstaterades att attacken inte skulle ha varit möjligt om det inte vore för avsaknaden av taggtråd och fältarbeten. 38 officerare och 700 soldater fångades, samt fyra kanoner erövrades.